# Кримське (Бахмутський район)
Кри́мське — селище в Україні, у Торецькій міській громаді Бахмутського району Донецької області. Населення становить 59 осіб. Відстань до Торецька становить близько 2 км і проходить автошляхом місцевого значення. В селищі знаходиться залізнична станція 1093 км.

## Населення
За даними перепису 2001 року населення селища становило 59 осіб, із них 20,34 % зазначили рідною мову українську, 79,66 % — російську.

## Сучасний стан
Від жовтня 2014 року селище перебуває в епіцентрі бойових дій з терористичними угрупованнями «ЛНР». 1 листопада тут загинув командир івано-франківського батальйону Національної гвардії. 6 січня 2015 року при мінометному обстрілі терористами під Кримським загинув вояк 93-ї бригади Олександр Карпенко.